# Isla Quehui
Isla Quehui är en ö i Chile.   Den ligger i regionen Región de Los Lagos, i den södra delen av landet, 1 000 km söder om huvudstaden Santiago de Chile. Arean är 27,5 kvadratkilometer.
Terrängen på Isla Quehui är platt. Öns högsta punkt är 142 meter över havet. Den sträcker sig 5,3 kilometer i nord-sydlig riktning, och 9,9 kilometer i öst-västlig riktning.
I omgivningarna runt Isla Quehui växer i huvudsak blandskog.